# Polystachya nyanzensis
Polystachya nyanzensis là một loài thực vật có hoa trong họ Lan. Loài này được Rendle miêu tả khoa học đầu tiên năm 1905.